# Patti (Uttar Pradesh)
Patti es un pueblo y nagar Panchayat situado en el distrito de Pratapgarh en el estado de Uttar Pradesh (India). Su población es de 10788 habitantes (2011). 

## Demografía
Según el censo de 2011 la población de Patti era de 10788 habitantes, de los cuales 5607 eran hombres y 5181 eran mujeres. Patti tiene una tasa media de alfabetización del 81,41%, superior a la media estatal del 67,68%: la alfabetización masculina es del 87,27%, y la alfabetización femenina del 75,09%.